# Happyland (Suisse)
 (septembre 2018).
Si vous disposez d'ouvrages ou d'articles de référence ou si vous connaissez des sites web de qualité traitant du thème abordé ici, merci de compléter l'article en donnant les références utiles à sa vérifiabilité et en les liant à la section « Notes et références ».
Pour les articles homonymes, voir Happyland.
Happyland est un parc d'attractions situé en Suisse. Il est situé à Granges dans le canton du Valais.

## Histoire
Otto Matter et sa femme créent le parc en 1988. Il n'est alors composé que de quelques petites voitures, de petits bateaux et d'un train.
Durant l'été 2015, le parc est mis en vente.
En 2017, Nicole et Michel Carron, propriétaires du parc Labyrinthe Aventure font l'acquisition du parc Happyland.

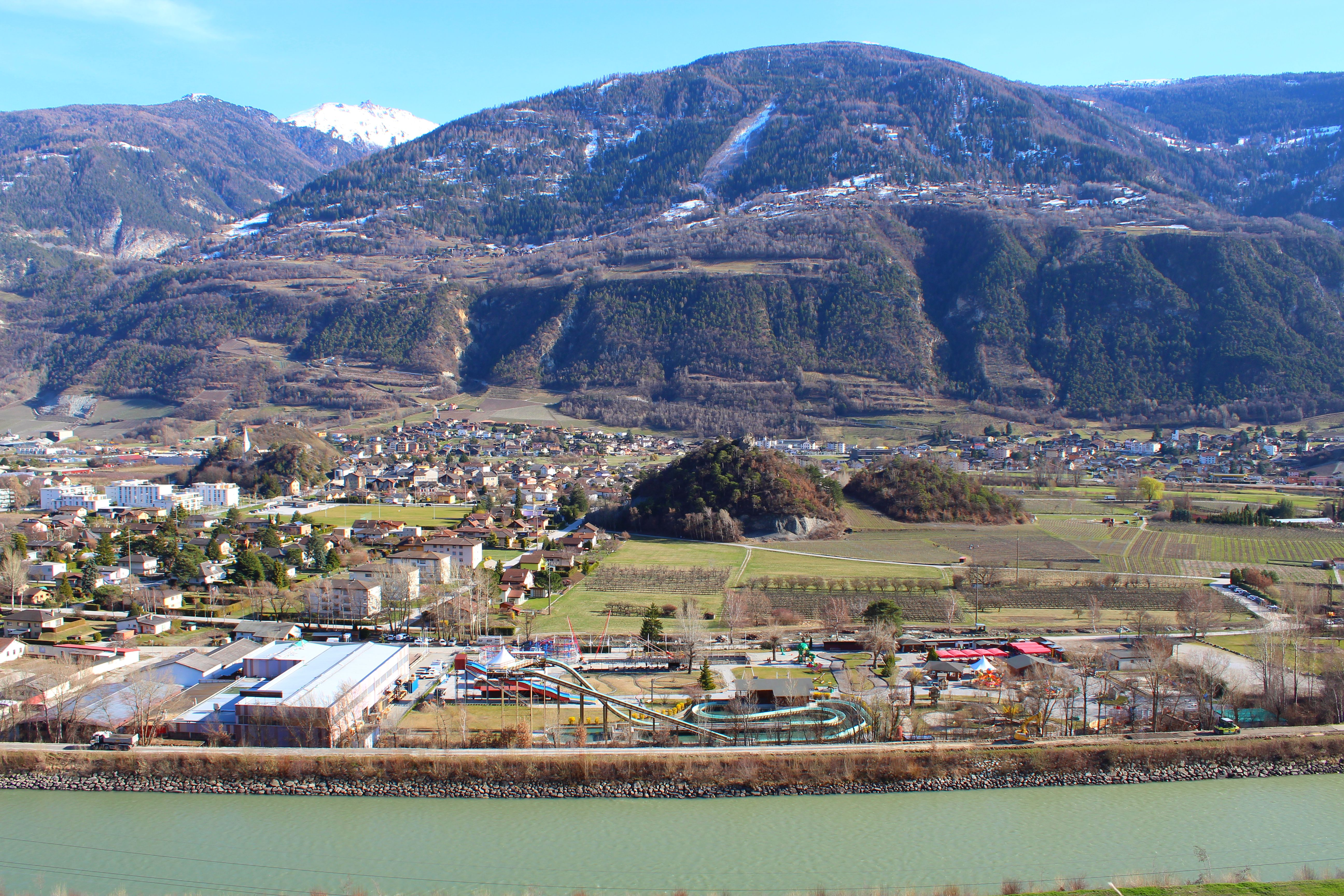
Vue de l'ensemble du parc

## Les principales attractions

### Montagnes russes
| Nom            | Type                    | Constructeur | Année d'ouverture |
| -------------- | ----------------------- | ------------ | ----------------- |
| Tropical Track | Montagnes russes junior | Interpark    | 2006              |

### Attractions aquatiques
| Nom          | Type                | Constructeur | Année d'ouverture |
| ------------ | ------------------- | ------------ | ----------------- |
| Splash River | Bûches              | Mack Rides   | 2006              |
| Sea Stars    | Bateaux-tamponneurs | Sela Cars    | /                 |
| Nautic Jet   | Nautic Jet          | Sunkid Heege | 2019              |

### Autres attractions
| Nom                  | Type                          | Constructeur                | Année d'ouverture |
| -------------------- | ----------------------------- | --------------------------- | ----------------- |
| Auto-Moto            | Voiture sur circuit           | Sela Cars                   | 2005              |
| Balançoire familiale | Motorschaukel Komet           | Sunkid Heege                | 2005              |
| Big Toboggan         | Toboggan                      | Emmeln Metallbau            | 1999              |
| Cherokee             | Chevaux Galopants             | Emmeln Metallbau            | 1990              |
| Low G                | Crazy Bus                     | SBF VISA                    | 1999              |
| Montgolfières        | Samba Balloon                 | SBF VISA                    | 1999              |
| Red Baron            | Manège avion                  | SBF VISA                    | 1999              |
| Safari               | Parcours en jeep pour enfants | Longfish Leisure            | 2018              |
| Simulateur 4D        | Simulateur de vol             | Ferreti International S.R.L | /                 |
| Tyrolienne           | Tyrolienne                    | Sunkid Heege                | /                 |
| Bungee Ejection      | Catapulte                     | Extrem Amusement            | 2019              |
| Autos-Tamponneuses   | Autos Tamponneuses            | Reverchon                   | 2024              |